# Бобслей на зимних Олимпийских играх 1994
Соревнования по бобслею на зимних Олимпийских играх 1994 года прошли с 19 по 27 февраля. Были разыграны два комплекта наград.
В программе мужских двоек победу одержали швейцарцы Густав Ведер и Донат Аклин, им 0,05 секунды уступили соотечественники Рето Гётши и Гуидо Аклин, приехавшие вторыми. Третье место заняли итальянцы Гюнтер Хубер, Стефано Тиччи.
Заезды четырёхместных экипажей закончились победой команды Германии во главе с пилотом Харальдом Чудаем. Серебро досталось швейцарской четвёрке Густава Ведера, тогда как бронзовые медали взяли представители второго немецкого экипажа, возглавляемого титулованным бослеистом Вольфгангом Хоппе.

## Медали

### Общий зачёт
| Общее количество медалей |           |        |         |        |       |
| Место                    | Страна    | Золото | Серебро | Бронза | Всего |
| 1                        | Швейцария | 1      | 2       | 0      | 3     |
| 2                        | Германия  | 1      | 0       | 1      | 2     |
| 3                        | Италия    | 0      | 0       | 1      | 1     |

### Медалисты
| Дисциплина       | Золото                                                                       | Серебро                                                                 | Бронза                                                                    |
| Мужчины-двойки   | Швейцария · Густав Ведер · Донат Аклин                                       | Швейцария · Рето Гётши · Гуидо Аклин                                    | Италия · Гюнтер Хубер · Стефано Тиччи                                     |
| Мужчины-четвёрки | Германия · Харальд Чудай · Карстен Браннаш · Олаф Хампель · Александер Шелиг | Швейцария · Густав Ведер · Донат Аклин · Курт Майер · Доменико Семераро | Германия · Вольфганг Хоппе · Ульф Хильшер · Рене Ханнеман · Карстен Эмбах |